# Periscyphis vandeli
Periscyphis vandeli là một loài chân đều trong họ Eubelidae. Loài này được Ferrara miêu tả khoa học năm 1973.